# Florence Farr
Florence Beatrice Emery Farr (07 de julho de 1860 - 29 abril de 1917) foi uma artista e ativista cultural inglesa, entre os séculos XIX e XX.

## Biografia
Ao longo de sua vida, Florence atuou como atriz e diretora de Teatro, jornalista, educadora, cantora, escritora, ativista dos direitos das mulheres e membro da organização ocultista Ordem Hermética da Aurora Dourada (Golden Dawn).
Foi amante, por algum tempo, do dramaturgo George Bernard Shaw, e amiga e colaboradora do  Prêmio Nobel William Butler Yeats, do poeta Ezra Pound, do dramaturgo Oscar Wilde, dos artistas, Aubrey Beardsley e Pamela Colman Smith, do estudioso maçônico Arthur Edward Waite, da produtora teatral Annie Horniman, e de vários outros personagens ligados ao mundo cultural de seu tempo. 
Embora não seja tão conhecida como alguns dos seus contemporâneos e sucessores, Farr fez parte da "primeira onda" feminista, no final do Século XIX e início do Século XX, defendendo, publicamente, o sufrágio feminino, igualdade no trabalho e proteção igual perante a lei. Sobre os direitos da mulher moderna, escreveu um livro e vários artigos em revistas dirigidas ao público intelectual.
Florence nasceu em Bickley, Kent, e morreu aos 56 anos, em um hospital de Colombo (Ceilão), após um ano de luta contra um câncer, durante a qual chegou a se submeter a Mastectomia. De acordo com seus desejos, seu corpo foi cremado e as cinzas espalhadas nas águas do rio Kalyaani.